# Revista de Girona
Revista de Girona (RdG) è una rivista creata nel 1955 in Gerona che ha come scopo la divulgazione di lavori di ricerca culturale e scientifica che abbiano come ambito preferente il territorio della provincia di Girona. Aspira a dotare la cultura della provincia di Girona di uno strumento che le permetta di testimoniare il suo presente e che la aiuti ad avanzare verso il futuro. Originariamente era trimestrale, ma da 1985 è bimestrale. Dipende dalla Diputazione di Girona. L'attuale direttore è Narcís-Jordi Aragó.
Dopo la pubblicazione del numero 250, il novembre del 2008, la rivista aprì una nuova tappa, con nuovo disegno e più contenuti. Si inaugurò anche la versione elettronica della rivista che offre, tra l'altro, la possibilità di consultare tutti gli articoli pubblicati durante i più di cinquant'anni di storia della pubblicazione.
Il 2014 si annunciò che il servizio di Comunicazione Culturale della Diputazione di Girona aveva digitalizzati diversi volumi della collezione Quaderns de la Revista de Girona (Quaderni della Rivista di Girona).